# Stained Class
 (срп. Стејнд Клас) је четврти студијски албум британског хеви метал састава Џудас прист. Издат је 1978. године.

## Занимљивости
1990. године дошло је до правне акције против чланова бенда након самоубиства двојице америчких младића с оптужбом да су то учинили након слушања скривене подсвесне поруке у песми Better By You, Better Than Me. Оптужба је касније одбачена.